# 日比谷パークビルヂング
日比谷パークビルヂング（ひびやパークビルヂング）は、かつて東京都千代田区有楽町一丁目に所在した建築物である。
1952年（昭和27年）に「日活国際会館」として建設され、ホテルなどが営業したが、1970年に三菱地所に売却され、名称を「日比谷パークビルヂング」に改めた。2003年に解体され、跡地にはザ・ペニンシュラ東京が建っている。

## 歴史
日比谷交差点の東側、日比谷公園のはす向かいにあたるこの地は、第二次世界大戦後は連合国軍最高司令官総司令部が接収し、駐車場として使用した。日活はこの土地にホテル、劇場、美術館などからなる複合施設の構想を立て、総司令官ダグラス・マッカーサーの賛同を得たうえで、1949年に日本政府に建築願を提出した。劇場の計画は認められなかったものの、接収解除を条件に認可が降り、1950年1月に着工。1952年3月に竣工し、営業を開始した。
1969年暮れ、日活の社長（当時）堀久作は、経営再建のため、三菱地所に対し日活国際会館の売却を打診。条件面で一度は流れたものの、他社との交渉も不調に終わり、再度三菱地所に話が持ち込まれた。契約は成立し、1970年1月14日に三菱地所が本ビルを取得した。同年4月に名称を「日比谷パークビルヂング」に変更。ホテルの営業を終了し、オフィスビルに改めた。
本ビルは2003年まで営業を続けたがその後解体され、2007年には跡地にザ・ペニンシュラ東京がオープンした。

## 建築
この敷地は17世紀初頭に徳川幕府により日比谷入り江を埋め立てられた土地で、13 - 15mの沖積層が堆積していた。地下掘削による湧出水処理などの問題を解決すべく、竹中工務店が開発した竹中式潜函工法が採用された。これは地上部で建物地下部分を構築し、構造自体の重量で地下に沈めるものである。オープンケーソン工法による沈下作業は1950年12月から翌年6月にかけて行われた。周辺の地盤への回り込みを防ぐための地中壁下端の刃型の構造が特徴で、ザ・ペニンシュラ東京を新築した際には地中壁が残されている。北東角の屋上には、黒田嘉治の制作による、高さ1.5mのガーゴイル像が設置されていた。これは戦後混乱期の日本人を勇気づける目的で作られたもので、ザ・ペニンシュラ東京新築時には、ほぼ同じ高さに再び設置された。1951年には、日本建築学会賞を受賞している。

## テナント
1階にアメリカンファーマシー、地下は宝石店やレストランなどが入居し、アメリカ的な雰囲気が特徴であった。日活は丸の内で、のちに交通公社ビルヂングを経て丸の内オアゾとなる土地に本社を構えた時期があったが、本ビル完成時に館内に本社を移した。1970年に「日比谷パークビルヂング」となった際に、同年に設立された三菱総合研究所がテナント第1号として入居した。

## 日活国際ホテル
日活国際会館時代のキーテナントとして、6階から9階（最上階）にて営業していた日活国際ホテルは、主に外国人を対象とした高級ホテルで、芸能人や文化人がこぞって利用した。
1954年にはマリリン・モンローが宿泊し、1960年に石原裕次郎と北原三枝、1962年には小林旭と美空ひばりが結婚式を挙げたことで知られる。